# Права человека в Объединённых Арабских Эмиратах
Права человека в Объединённых Арабских Эмиратах — по данным правозащитных организаций, в ОАЭ нарушается множество фундаментальных прав человека. Так, в ОАЭ не имеется демократически избираемых институтов, а граждане не имеют права менять правительство или создавать политические партии. Имеются сообщения о похищениях людей в ОАЭ, множество иностранцев и граждан ОАЭ похищаются правительством ОАЭ и содержатся в секретных тюрьмах. ОАЭ не подписали международный пакт о гражданских и политических правах, международный пакт об экономических, социальных и культурных правах, конвенцию против пыток, международную конвенцию о защите прав всех трудящихся-мигрантов и членов их семей.

## Современное уголовное право
Законодательство в ОАЭ основано на смеси гражданского права и законов шариата. Помимо обычных, в стране существуют также шариатские суды. Введённый в действие в 2021 году Новый уголовный кодекс в статье 1 постановил главенство светского права над шариатским. Нормы шариатского права применяются только для преступлений, за которые предусмотрены Кисас и дийя. 
В новом законодательстве остались уголовные наказания за употребление алкоголя вне специально отведённых мест (до 6 месяцев заключения или штраф до 100 000 AED), критику основ ислама (до 5 лет заключения), гомосексуальный половой акт (до 6 месяцев заключения). 

## Применение законов шариата в прошлом
До реформ уголовного законодательства 2020-2021 годов, в ОАЭ активно применялись наказания, предусмотренные шариатом, в частностью удары плетью и забивание камнями. 
Поркой карались такие преступления, как супружеская измена, секс до брака и употребление алкоголя. Количество ударов плетью, к которым мог быть приговорён подсудимый, составляло от 80 до 200. В период между 2007 и 2014 годами множество людей в ОАЭ были приговорены к 100 ударам плетью. В 2015 году двое мужчин были приговорены к 80 ударам плетью за то, что они ударили и оскорбили женщину. В 2014 году в Абу-Даби иностранец был приговорён к 10 годам тюрьмы и 80 ударам плетью за употребление алкоголя и изнасилование ребёнка. Иногда количество ударов могло быть сокращено до 40. Вождение в нетрезвом виде запрещено и каралось 80 ударами плетью, множество иностранцев были осуждены по данной статье. В Абу-Даби поцелуй на публике карался 80 ударами плетью.
В мае 2014 года домработница азиатского происхождения была приговорена к забиванию камнями. В 2006 году иностранец был приговорён к забиванию камнями за супружескую измену.

## Пытки и похищения людей
В период Арабской весны в ОАЭ не было беспорядков, тем не менее около 100 граждан эмиратов, требовавших проведения реформ, были арестованы и подвергнуты пыткам. С 2011 года увеличилось количество случаев похищения людей правительством. Множество иностранцев и граждан ОАЭ арестовываются и похищаются спецслужбами ОАЭ, правительство ОАЭ, как правило, отрицает факт задержания этих людей и скрывает их местонахождение.
Репрессиям подвергаются не только подданные эмиратов, но и иностранцы. Правительство ОАЭ заявляло, что существует «международный заговор», направленный против страны, а задержанные иностранцы и граждане ОАЭ пытаются дестабилизировать обстановку в стране.
В 2012 году полицейские подвергли пыткам электрошоком и избиениям троих подданных Великобритании, задержанных по обвинению в хранении наркотиков. Премьер-министр Великобритании Дэвид Кэмерон выразил «озабоченность» данным случаем и обсудил его с президентом эмиратов во время визита последнего в Великобританию в 2013 году. В июле 2013 года все трое задержанных были помилованы и выпущены из тюрьмы.

## Свобода выражения
В ОАЭ запрещено критиковать правительство, чиновников, полицию и эмирские семьи. В стране запрещены политические партии и профсоюзы, а свобода слова сильно ограничена. Так, в 2024 году суд в Абу-Даби приговорил более полусотни граждан Бангладеш к длительным тюремным срокам (в том числе троих — к пожизненному заключению) за организацию маршей протеста в ОАЭ против своего правительства во время бангладешских протестов за отмену квот.